# Szypki
Szypki (biał. Шыпкі; ros. Шипки) – wieś na Białorusi, w obwodzie mińskim, w rejonie wilejskim, w sielsowiecie Chocieńczyce.

## Historia
W czasach zaborów wieś w okręgu wiejskim Zaborze, w gminie Chocieńczyce, w powiecie wilejskim, w guberni wileńskiej Imperium Rosyjskiego. Pod koniec XIX wieku miała 145 dusz rewizyjnych. 37 dusz należało do dóbr Ościukowicze Tukałłów, 39 dusz do dóbr Szypki Kopciów, 45 dusz do dóbr Pohretiszcze (Pohrebyszcze) Paszkowskich a 24 do Świętorzeckich.
W latach 1921–1945 wieś leżała w Polsce, w województwie wileńskim, w powiecie wilejskim, w gminie Chocieńczyce.
Według Powszechnego Spisu Ludności z 1921 roku zamieszkiwało tu 396 osób, 2 były wyznania rzymskokatolickiego, 393 prawosławnego a 1 ewangelickiego. Jednocześnie 395 mieszkańców zadeklarowało białoruską a 1 niemiecką przynależność narodową. Było tu 67 budynków mieszkalnych. W 1931 w 79 domach zamieszkiwało 456 osób.
Wierni należeli do parafii rzymskokatolickiej w Ilji i prawosławnej w Chocieńczycach. Miejscowość podlegała pod Sąd Grodzki w Ilji i Okręgowy w Wilnie; właściwy urząd pocztowy mieścił się w Chocieńczycach.
W wyniku napaści ZSRR na Polskę we wrześniu 1939 miejscowość znalazła się pod okupacją sowiecką. 2 listopada została włączona do Białoruskiej SRR. Od czerwca 1941 roku pod okupacją niemiecką. W 1944 miejscowość została ponownie zajęta przez wojska sowieckie i włączona do Białoruskiej SRR.
Od 1991 w składzie niepodległej Białorusi.